# 曲沃大悲院
35°44′05″N 111°32′45″E / 35.73472°N 111.54583°E
曲沃大悲院位于中国山西省临汾市曲沃县曲村镇，2001年被列为第五批全国重点文物保护单位。
大悲院始建于唐，坐北朝南，东西长50米，南北宽80米，占地4000平方米。现存建筑有献殿、过殿、天王殿、东西厢房等，其中献殿为金代原构，餘为清代建筑。献殿面阔三间，进深三间，单檐歇山顶。天王殿与过殿均面阔五间，单檐硬山顶。